# Aeroportul Internațional Arthur Napoleon Raymond Robinson
Aeroportul Internațional Arthur Napoleon Raymond Robinson (IATA: TAB, ICAO: TTCP) este un aeroport din Crown Point, Tobago⁠(d), Q120766720⁠(d), Trinidad și Tobago ce deservește zona Scarborough⁠(d). Aeroportul a fost tranzitat în 2019 de 58.736 de pasageri. A fost deschis în 1940 și numit după A. N. R. Robinson⁠(d).
Situat la o altitudine de 12 m, aeroportul dispune de 1 pistă. Este operat de Airports Authority of Trinidad and Tobago⁠(d).

## Infrastructură

### Piste
Aeroportul dispune de o singură pistă. Pista 11/29 are suprafața de asfalt. 